# Ambassador Bridge
De Ambassador Bridge is een hangbrug over de rivier de Detroit tussen de Amerikaanse stad Detroit, Michigan en het Canadese Windsor, Ontario. De brug heeft een totale lengte van 2286 meter en een centrale overspanning van 564 meter. De brug werd in 1929 voltooid en was tot 1931 de langste hangbrug ter wereld.
Gemeten naar handelsvolume is de Ambassadorbrug de drukste internationale grensovergang in Noord-Amerika, van essentieel belang voor de handel tussen de VS en Canada. Ongeveer een kwart van alle Canadese exportproducten verlaat via deze brug het land. In 2008 maakten zo'n 7,4 miljoen voertuigen gebruik van de brug. Het drukste jaar was 1999 met ruim 12 miljoen voertuigen.

## Geschiedenis
In 1872 stuurde Great Western Railway een aantal medewerkers naar Detroit om de mogelijkheden te bestuderen van een valbrug. Uit angst dat deze brug de belangrijke doorvaartroute zou blokkeren of de scheepvaart zou hinderen, resulteerde in hevige weerstand van de rederijen en de veerdiensten waardoor het plan van tafel ging. Meerdere alternatieve ontwerpen volgden, maar het duurde nog decennia voordat een eerste vaste verbinding werd gerealiseerd.
Kort na de Eerste Wereldoorlog deed Charles Evan Fowler een poging. Hij kwam met een brugontwerp die ruimte bood aan auto's, treinen, trams en voetgangers. De brug kreeg een flinke doorvaarthoogte waardoor voor de scheepvaart weinig hinder was te verwachtten. Zijn plannen waren echter te ambitieus en de kosten te hoog waardoor het project niet is uitgevoerd.
Joseph A. Bower, een bankier, gaf niet op. Hij nam het project op zich en verzekerde zich van voldoende geld en toestemming van de autoriteiten. Zijn ontwerp ging uit van een doorvaarthoogte van 152 voet boven het water van de rivier. Uit een referendum in juni 1927 bleek de bevolking uitermate positief te staan voor de bouw van de brug en een maand later werd het bouwcontract getekend. Op 11 november 1929 was de hangbrug klaar voor gebruik. Kort tijd later brak de economische crisis uit, de verkeer over de brug daalde en verder kwam in 1930 ook nog de Detroit Windsor Tunnel in gebruik die een deel van het verkeer tussen de twee landen overnam. In 1939 was de exploitant van de brug nagenoeg failliet, maar na een flinke herfinanciering klom het bedrijf uit het dal.
In de eerste twintig jaar na de opening hadden meer dan 50 miljoen mensen van de brug gebruik gemaakt. Het vele vrachtverkeer en de groeiende handel tussen de twee landen maakte een continue uitbreiding van de douanefaciliteiten aan de Amerikaanse en Canadese kant noodzakelijk en ook van de aan- en afvoerwegen.
Er wordt tol geheven, vanaf 1 januari 2025 is het tarief voor een personenwagen 9 Amerikaanse dollar of 12 Canadese dollar.